# Werner Güttinger
Werner Güttinger (Heidenheim, 23 de julho de 1925) é um físico alemão. Foi professor na Universidade de Tübingen.
Güttinger obteve um doutorado em 1953 na Universidade de Tübingen, orientado por Werner Heisenberg, com a tese Über die distributionsanalytische Behandlung der Quantenfeldtheorie. Esteve depois em Munique (Universidade e Instituto Max-Planck de Física), antes de ser em 1971 professor em Tübingen.

## Obras
- Editor com G. Dangelmayr: The physics of structure formation. Theory and simulation. Proc. Int. Symp. Tübingen 1986, Springer Series in Synergetics, 1987
  - com M. Neveling, D. Lang, P. Haug, G. Dangelmayr: Interactions of stationary modes in systems with two and three spatial degrees of freedom. S. 153–165, mit C. Geiger: Generic spontaneous symmetry breaking in SU(n) – equivariant bifurcation problems. p. 394–401
- Editor com H. Eikemeier: Structural stability in physics. Proceedings of two international Symposia on Applications of Catastrophe Theory and Topological Concepts in Physics. Springer Series in Synergetics 1979 (Konferenz Tübingen 1978)
  - por Güttinger: Catastrophe geometry in physics. A perspective. S. 23–30, Güttinger, Dangelmayr, Veit: Semiclassical path integrals in terms of catastrophes. S. 104–121
- Bifurcation geometry in physics. In: Gerald Moore, Marlan Scully (Hrsg.): Frontiers of Nonequilibrium Statistical Physics. NATO Adv. Study Inst. Series 135, 1986, p. 57–82
- com Michael Conrad, Mario Dal Cin (Eds.): Physics and Mathematics of the Nervous System. Lecture Notes in Biomathematics 4, Springer 1974
  - por Güttinger: Catastrophe geometry in physics and biology. S. 2–30